# Pteroglossa
Pteroglossa ist eine Pflanzengattung innerhalb der Familie der Orchideen (Orchidaceae). Sie enthält etwa dreizehn Arten, die in Zentral- und Südamerika verbreitet sind.

## Beschreibung

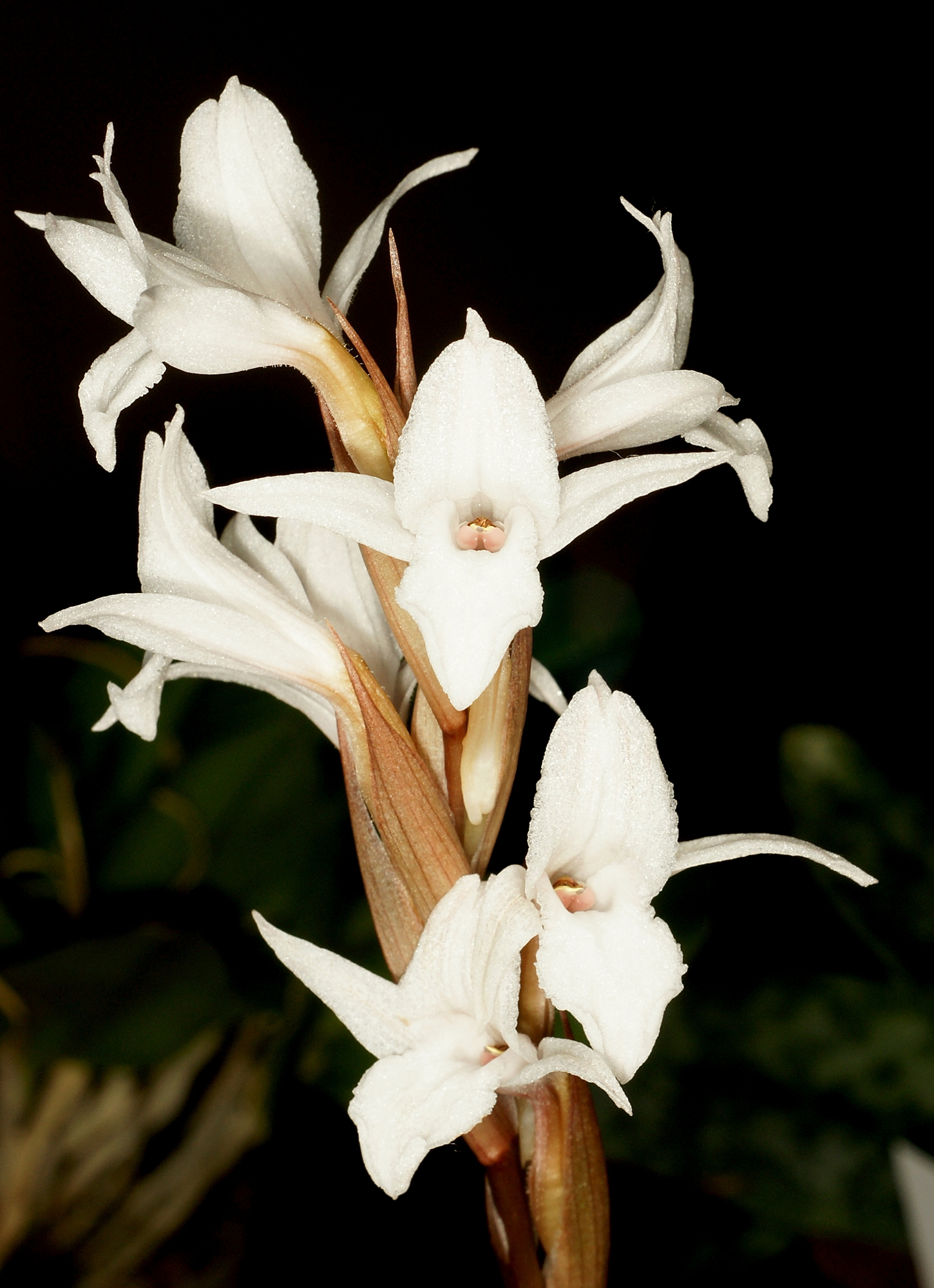
Blütenstand von Pteroglossa roseoalba

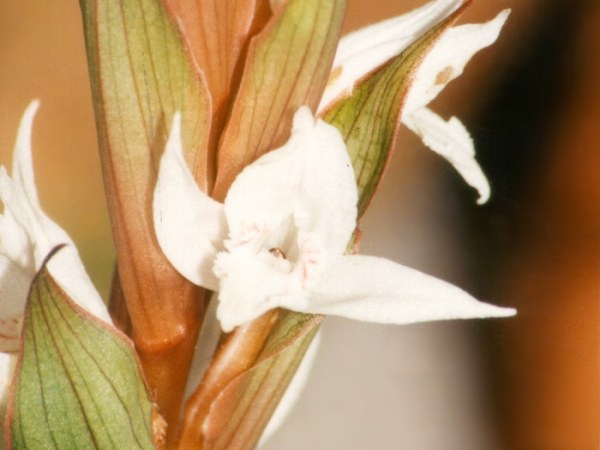
Blüte von Pteroglossa roseoalba

### Vegetative Merkmale
Die Pteroglossa-Arten sind relativ große, ausdauernde krautige Pflanzen. Die Wurzeln stehen büschelweise zusammen, sie sind fleischig, gestielt-spindelförmig und behaart.
Die kurz gestielten Laubblätter stehen in einer grundständigen Rosette, während der Blütezeit sind sie meist noch vorhanden, bei einigen Arten jedoch schon verwelkt. Die einfache Blattspreite ist oval, verkehrt-eiförmig bis verkehrt-lanzettlich, der Spreitengrund ist keilförmig. Die Blattfarbe reicht von hellgrün bis olivgrün mit weißer, silbriger oder rötlicher Zeichnung. Der Blattrand ist etwas durchscheinend.

### Generative Merkmale
Der traubige Blütenstand enthält relativ viele Blüten. Im oberen Bereich ist die Blütenstandsachse meist behaart. Die Hochblätter stehen dicht, umhüllen den Blütenstandsschaft aber höchstens im unteren Bereich komplett, sie sind röhrenförmig bis lanzettlich, spitz, kahl, ihre Farbe ist grün bis rötlich.
Die relativ großen, auffälligen, zwittrigen Blüten duften nicht, sind zygomorph und dreizählig. Der sitzende Fruchtknoten ist zylindrisch bis spindelförmig, kaum verdreht und leicht behaart. Die fleischigen Blütenhüllblätter sind weiß, weiß mit rötlicher Zeichnung, rosafarben oder gelb. Die äußeren drei Blütenhüllblätter sind auf der Außenseite behaart. Das dorsale Sepal ist konkav, zusammen mit den seitlichen Petalen bildet es eine halb offene Kappe über der Blüte. Die seitlichen Sepalen sind miteinander zu einem Sporn verwachsen, der am Fruchtknoten herabläuft und mit diesem bis auf eine freie Spitze verwachsen ist. Die Petalen sind an der Basis schief keilförmig, ihr Rand ist häufig gewellt, sie haften dem dorsalen Sepal an. Die Lippe ist an der Basis mit den seitlichen Sepalen für ein kurzes Stück verwachsen, sitzend oder genagelt, ihre Ränder sind an der Basis zu zwei Nektardrüsen verdickt. Die Spreite der Lippe ist lang-zungenförmig bis keilförmig auslaufend, bei einigen Arten dreilappig. Die Säule ist kurz und gerade, an der Basis reicht ein langer „Fuß“ über die Ansatzstelle am Fruchtknoten hinaus, der Säulenfuß ist ein Stück weit mit dem Fruchtknoten verwachsen, an der Spitze jedoch frei. Die Narbe weist nach vorne, sie ist rundlich bis u-förmig zweilappig, die Lappen mehr oder weniger getrennt durch eine Falte, die sich längs der Unterseite der Säule erstreckt. Das Staubblatt ist oval, der basale Teil wird von häutigem Gewebe der Säule (Klinandrium) umhüllt. Die gelben Pollinien sind  keulenförmig mit länglicher oder rundlicher Klebscheibe (Viscidium). Das Trenngewebe zwischen Staubblatt und Narbe (Rostellum) ist steif, spitz, dreieckig mit undeutlich dreizähniger Spitze.
Die Kapselfrüchte sind oval.

## Standorte
Sie besiedeln Höhenlagen bis 2700 Metern und gedeihen terrestrisch in tropischen immergrünen oder saisonal laubabwerfendem Wäldern, in Buschland, Savannen und Grasland.

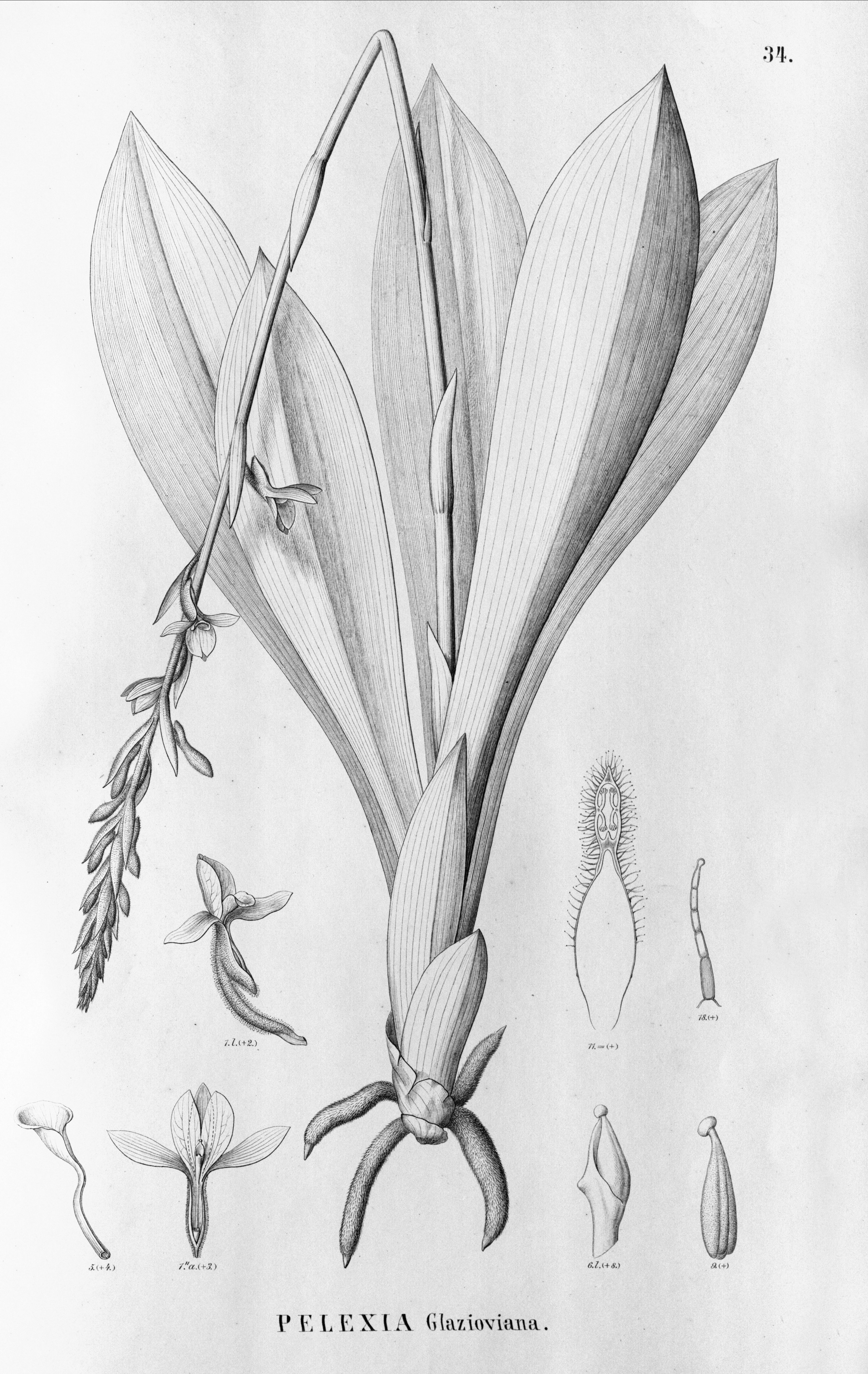
Illustration aus Flora Brasiliensis von Pteroglossa glazioviana

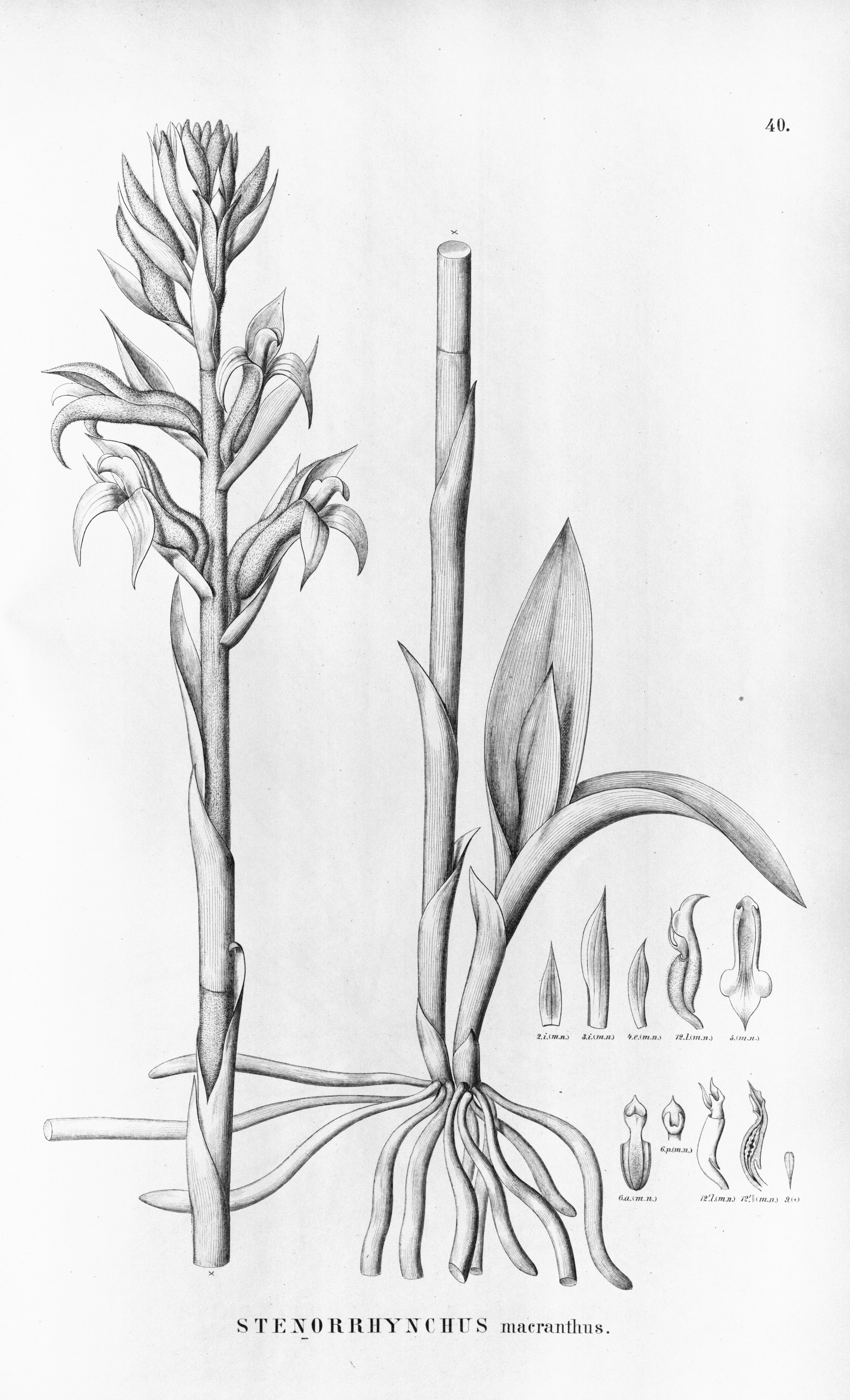
Illustration aus Flora Brasiliensis von Pteroglossa macrantha

## Systematik, botanische Geschichte und Verbreitung
Die Gattung Pteroglossa wurde 1920 durch Rudolf Schlechter in Beihefte zum Botanischen Centralblatt. Zweite Abteilung, Band 37 (2, Heft 3), Seite 450 aufgestellt. Der Gattungsname Pteroglossa leitet sich aus den griechischen Wörtern πτερόν pteron für „Flügel“ und γλώσσα glossa für „Zunge“, ab und bezieht sich auf die Form der Lippe. Lektotypusart ist Pteroglossa macrantha (Rchb.  f.) Schltr..
Die Arten der Gattung Pteroglossa kommen in der Neotropis vor. In Südamerika existieren durch das Amazonasbecken zwei getrennte Areale. Im Norden sind sie von Mexiko über Zentralamerika, entlang der Nordküste Südamerikas und in den Anden südwärts bis Peru weitverbreitet. Sie finden sich im südöstlichen Brasilien, in Paraguay und Argentinien.
Die Gattung Pteroglossa gehört zur Subtribus Spiranthinae der Tribus Cranichideae in der Unterfamilie Orchidoideae innerhalb der Familie Orchidaceae. 
Nach morphologischen Gesichtspunkten wird Pteroglossa zur Verwandtschaft um Stenorrhynchos gezählt, besonders ähnlich sind Eltroplectris und Lyroglossa. DNA-Untersuchungen deuten dagegen auf eine Verwandtschaft zu Mesadenella und Sacoila. Die Abgrenzung zu Eltroplectris wurde von Szlachetko aufgrund von Merkmalen des Sporns vorgenommen, er beschrieb außerdem eine dritte Gattung, Ochyrella. Dem folgen einige Autoren nicht und dann gelten für Pteroglossa Schltr. folgende Synonyme sind: Callistanthos Szlach., Cogniauxiocharis (Schltr.) Hoehne, Lyrochilus Szlach., Ochyrella Szlach. & R.González.
Die Artenliste bei WCSP 2003, mit späteren Ergänzungen, enthält folgende Arten:
- Pteroglossa acalcarata Damian & Salazar: Sie wurde 2017 aus Peru erstbeschrieben.[3]
- Pteroglossa claudiae Archila: Sie wurde 2013 aus Guatemala erstbeschrieben.[3]
- Pteroglossa euphlebia (Rchb. f.) Garay: Sie kommt in brasilianischen Bundesstaaten Espírito Santo bis Rio de Janeiro vor.[3]
- Pteroglossa glazioviana (Cogn.) Garay: Sie kommt vom südöstlichen bis südlichen Brasilien und im südlichen Paraguay vor.[3]
- Pteroglossa hilariana (Cogn.) Garay: Sie kommt im südöstlichen Brasilien vor.[3]
- Pteroglossa lurida (M.N.Correa) Garay: Sie kommt in Argentinien, Paraguay und im südlichen Brasilien vor.[3]
- Pteroglossa luteola Garay: Sie kommt in der argentinischen Provinz Corrientes vor.[3]
- Pteroglossa macrantha (Rchb. f.) Schltr.: Sie kommt von Venezuela bis ins nordöstliche Paraguay vor.[3]
- Pteroglossa magnifica Szlach.: Sie kommt nur im nordöstlichen Paraguay vor.[3]
- Pteroglossa regia (Kraenzl.) Schltr.: Sie kommt im nordöstlichen Argentinien vor.[3]
- Pteroglossa rhombipetala Garay: Sie kommt im südlichen Paraguay und im nordöstlichen Argentinien vor.[3]
- Pteroglossa roseoalba (Rchb.f.) Salazar & M.W.Chase (Syn.: Pelexia roseoalba Rchb. f., Centrogenium roseoalbum (Rchb. f.) Schltr., Eltroplectris roseoalba (Rchb. f.) Hamer & Garay, Callistanthos roseoalbus (Rchb. f.) Szlach., Pelexia travassosii Rolfe, Eltroplectris travassosii (Rolfe) Garay, Pteroglossa travassosii (Rolfe) Salazar & M.W.Chase, Callistanthos travassosii (Rolfe) Szlach.): Diese Neukombination erfolgte 2002. Sie kommt vom südlichen Mexiko über Zentralamerika bis zum tropischen Südamerika vor.[3]

## Weiterführende Literatur
- C. R. Buzatto, R. B. Singer, S. A. L. Bordignon: Taxonomic notes on Lyroglossa and Pteroglossa (Orchidaceae: Spiranthinae): two new generic records for the flora of Rio Grande do Sul. In: Annals of the Brazilian Academy of Sciences, Volume 86, 2014, S. 821–828. doi:10.1590/0001-3765201420130257
- E. R. Pansarin, A. W. C. Ferreira: Butterfly pollination in Pteroglossa (Orchidaceae, Orchidoideae): a comparative study on the reproductive biology of two species of a Neotropical genus of Spiranthinae. In: Journal of Plant Research, Volume 128, 2015, S. 459–468. doi:10.1007/s10265-015-0707-x
- Alexander Damian, Gerardo Salazar: A new species and first record of the genus pteroglossa (Orchidaceae: Spiranthinae) from Peru. In: Phytotaxa, Volume 311, Issue 3, 2017, S. 235–24. doi:10.11646/phytotaxa.311.3.3